# セドナ (小惑星)
セドナ（90377 Sedna）は、将来的に準惑星（冥王星型天体）に分類される可能性がある太陽系外縁天体の一つ。シンボルは「」。
セドナは単に軌道長半径が長いだけではなく、約76 auという近日点の遠さから、発見された当時は太陽から最も遠い軌道を回っている天体と呼ばれた。しかし2014年3月に、より遠い80 auの2012 VP113が発見された。

## 概要

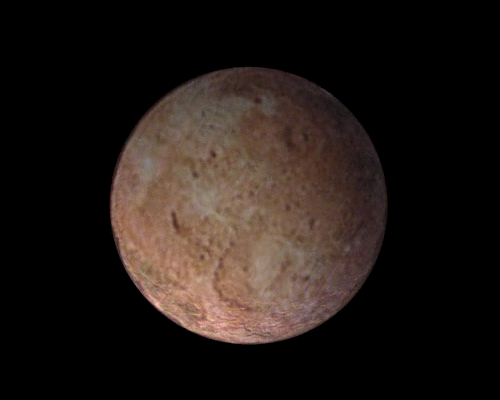
セドナの想像図

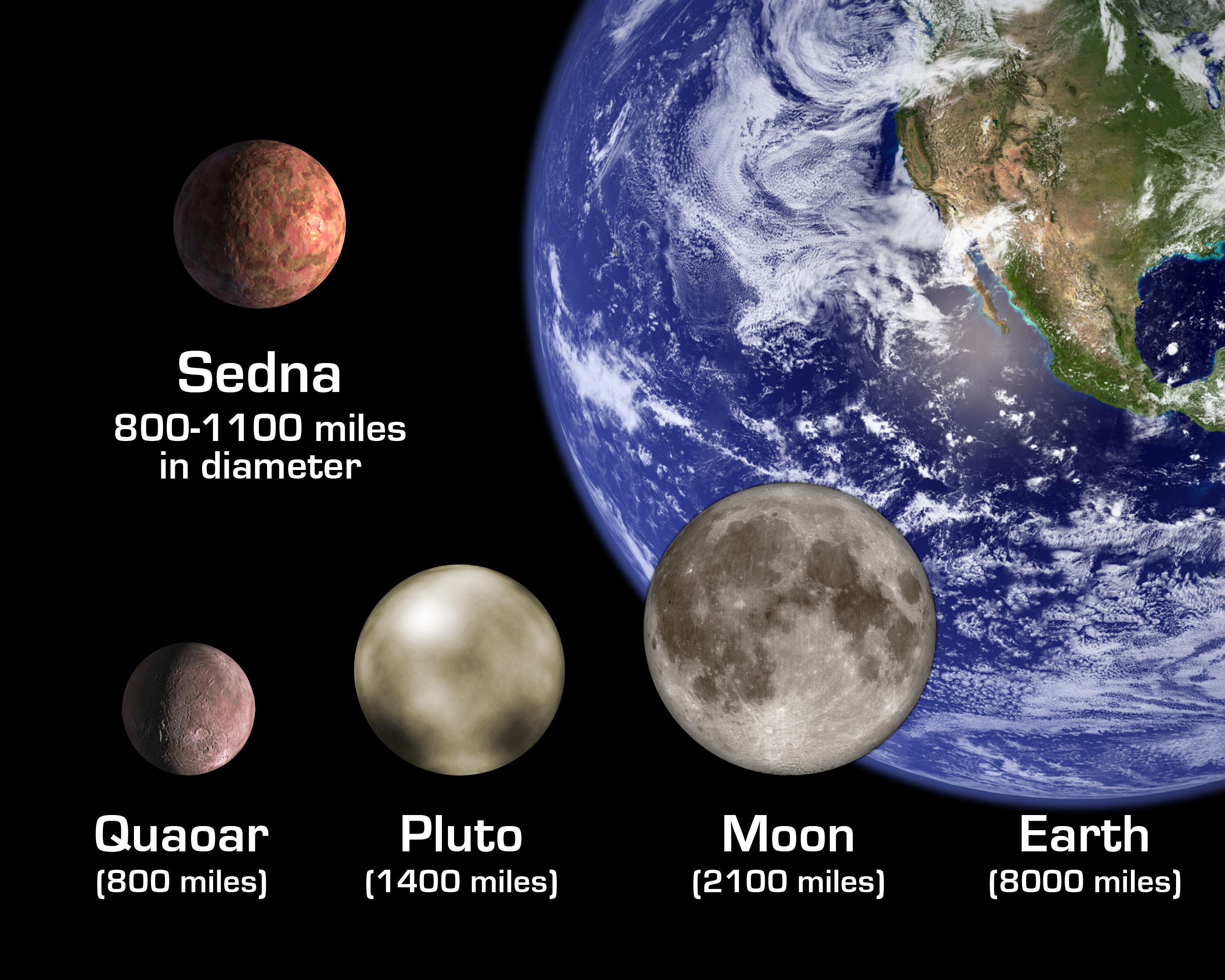
セドナと他の天体との大きさの比較 (NASA / JPL-Caltech)

セドナからみた太陽系の想像図。

セドナは、2003年11月14日にパロマー天文台のサミュエル・オースチン望遠鏡でカリフォルニア工科大学のマイケル・ブラウン、ジェミニ天文台のチャドウィック・トルヒージョ、イェール大学のデイヴィッド・ラビノウィッツらによって最初に観測された。数日の内にチリ、スペイン、アリゾナ、ハワイの望遠鏡でも観測がなされた。スピッツァー宇宙望遠鏡でも観測を行おうとしたが、検出することができなかった。
名前は、北米極北地方に住む原住民族（特にカナダのイヌイット）に伝わる海の女神「セドナ」に由来している。太陽からの光がほとんど届かず、表面温度が-240℃以下と考えられることから、厳寒の北極海の海底に住むという伝説を持つ神の名前を当てられた。軌道確定前に名称が提案されたため物議を醸したが、2004年9月、小惑星番号90377番として登録された。
なお、2004年3月16日にいくつかのマスコミが「第10番目の惑星を発見」と報道したが、当初より大きさや周囲の天体に対する影響力から、セドナが惑星として分類される可能性は低いと見られていた。

## 軌道

右下の図の赤い線がセドナの軌道

セドナの軌道は長楕円形であり、近日点距離は76 au、遠日点距離は約937auと推定されている。発見時には太陽から90 auの距離であった（冥王星と太陽との距離の平均は40 au）。セドナの公転周期は、11,400年と計算されており、11,400年の周期で太陽の周囲を回っているとされている。セドナは近日点で、地球の軌道速度のわずか1.3％で太陽を周回する。近日点距離は2013年現在発見されている小惑星の中で一番遠く、次ぐ2004 XR190の52 auを引き離していた。軌道長半径がさらに長く、遠日点がセドナより遠い軌道を公転し、直径が100 kmを越える可能性がある天体としては 2012 DR30 や (308933) 2006 SQ372が見つかっている。また、2008年現在はエリスの方が遠くに位置していた。それにもかかわらずセドナが最遠と言われた理由は、その近日点の遠さという特異な軌道にある。これはエッジワース・カイパーベルト (30 - 50 au) の完全な外側を通っているため散乱円盤天体とも言いがたく、2012 VP113が発見されるまでは、ほとんど唯一の例外的な「遠い」天体だったのである。
2016年に発表された論文で、セドナや2012VP113を含む6つのカイパーベルト天体の特異な軌道が地球の約10倍の質量を持つ仮説上の惑星、プラネット・ナインの影響による可能性が浮上している。

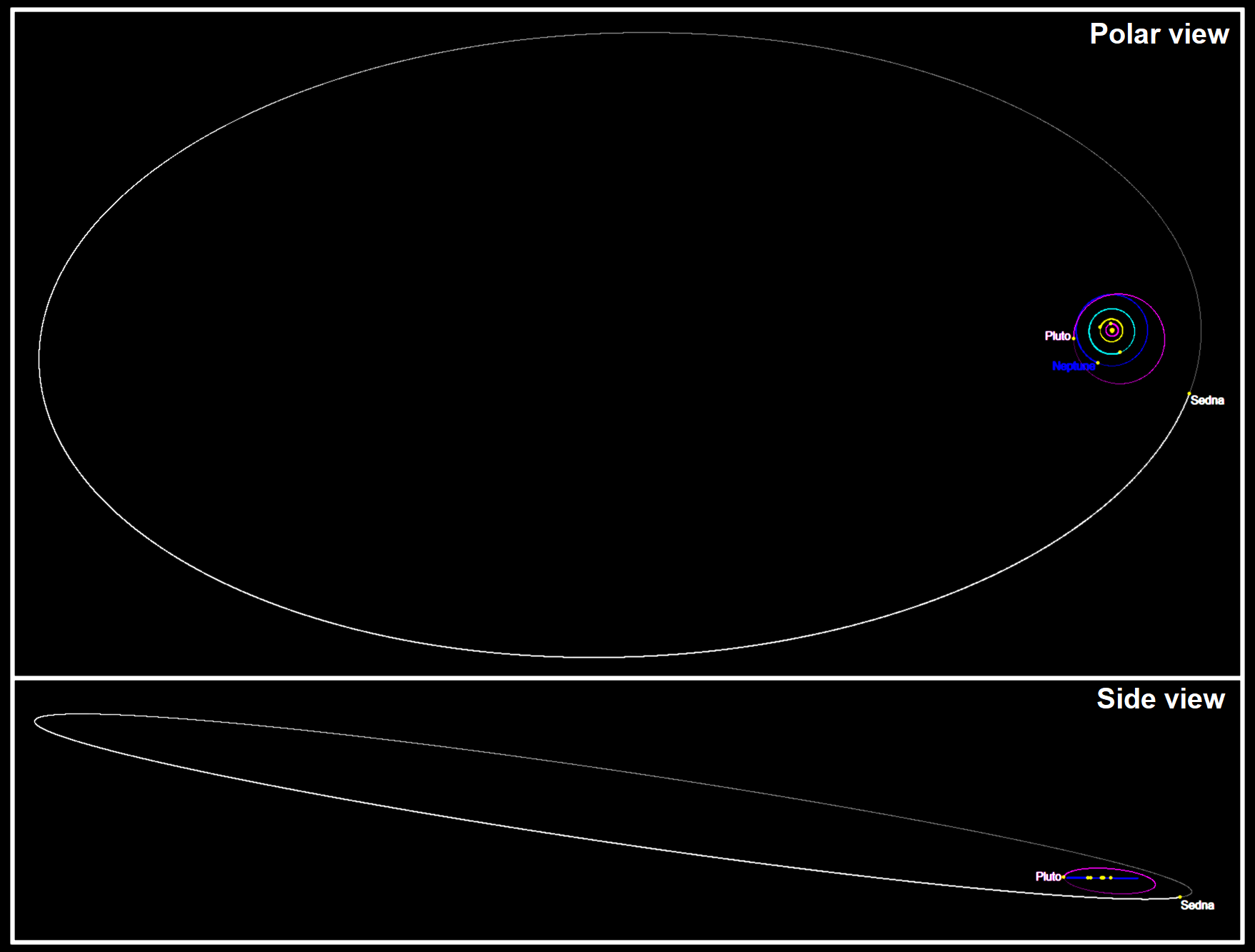
太陽系の上と側面からそれぞれ眺めた時のセドナの軌道（白）。（冥王星の軌道はマゼンタ、海王星の軌道は青）
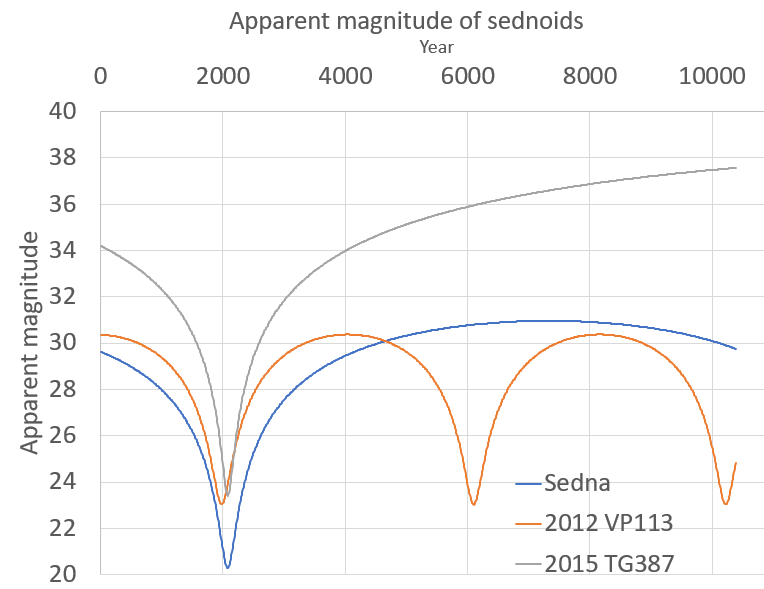
セドナと他の2つのセドノイドの10,000年の間の見かけの等級の推移。
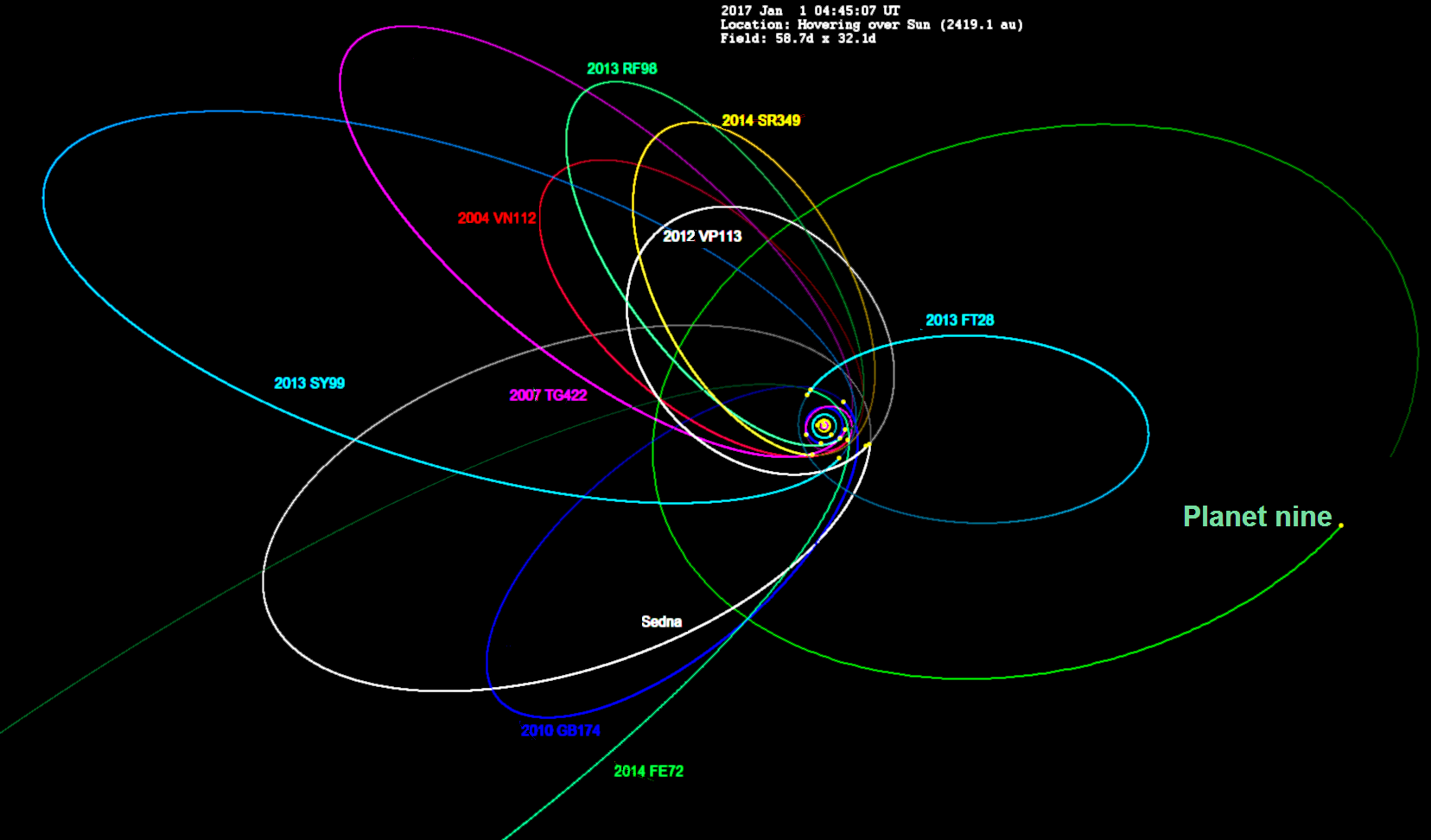
セドナの軌道（白）とプラネット・ナインの軌道の予想図
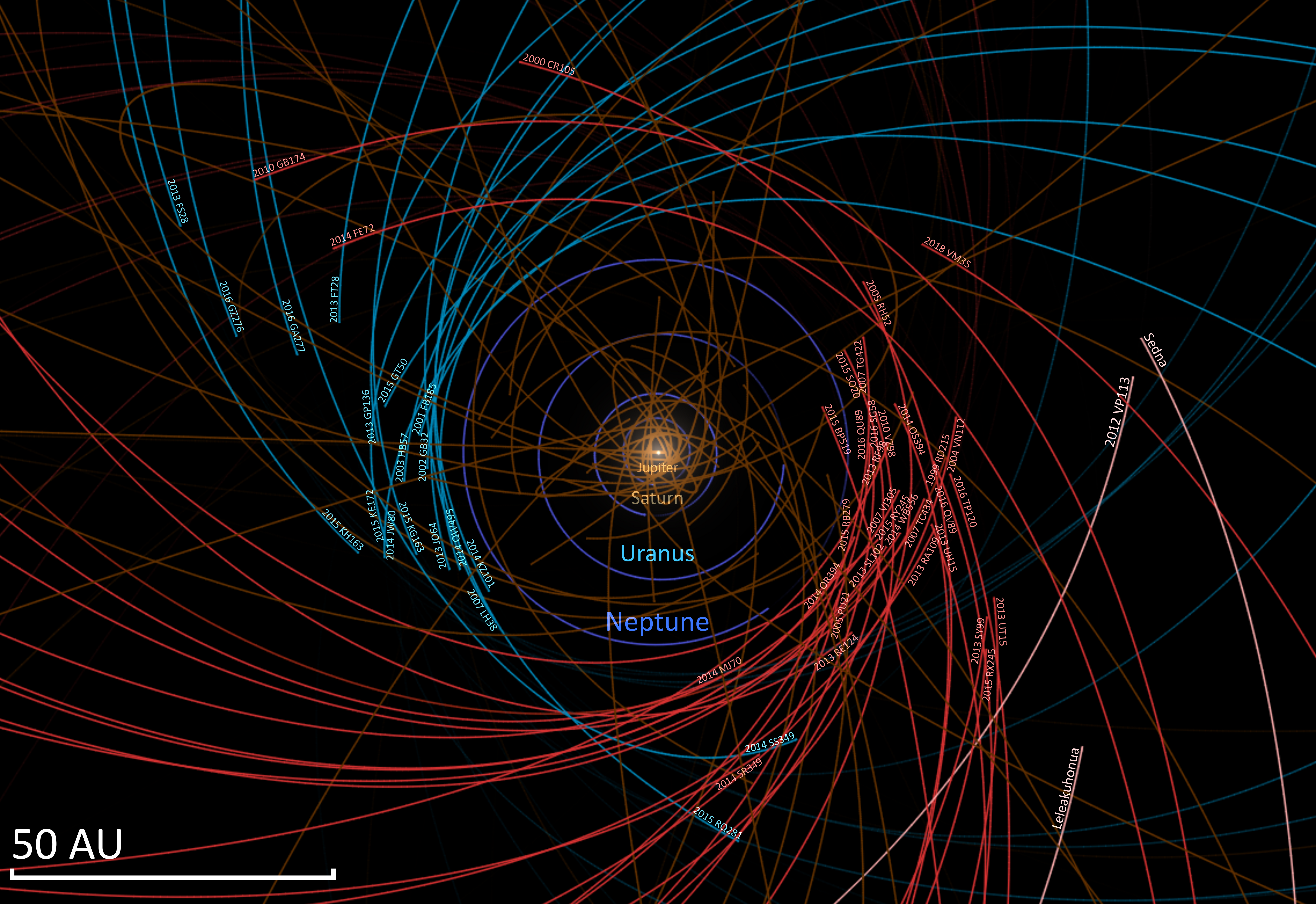
3つのセドノイド（ピンク）およびその他のさまざまな太陽系外縁天体（eTNO）の軌道と位置。赤色の軌道はセドノイドの可能性があり、青色のeTNO軌道は反ネプチューンである。茶色に着色された非常に細長い軌道には、遠日点距離が200AUを超えるケンタウロス族とダモクレス族が含まれる。

## 特徴

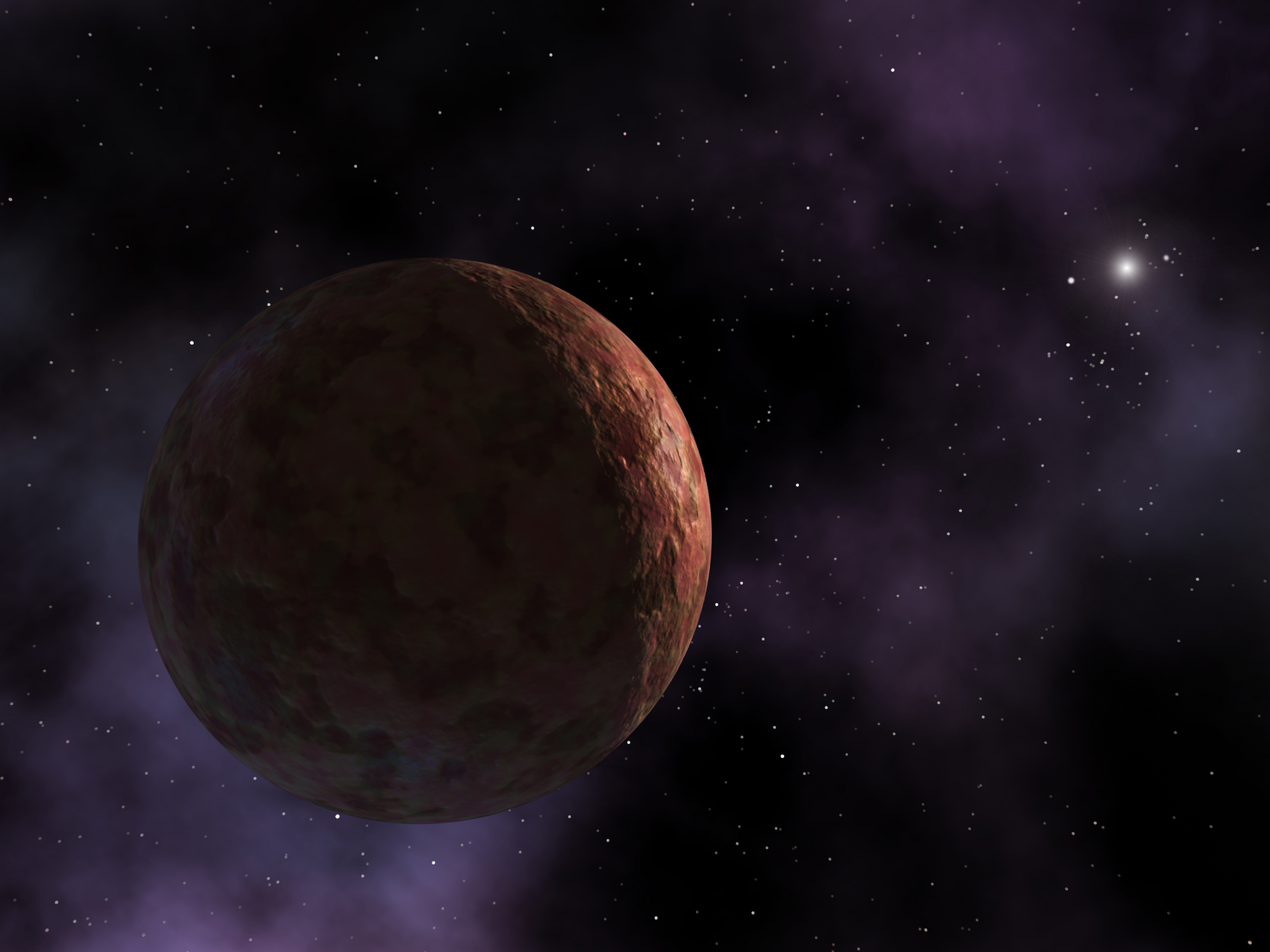
セドナのアーティストによる視覚化。セドナが赤みを帯びた色合いを持っているということはよく知られている。

セドナの絶対等級 (H)は約1.8で、アルベドは約0.32と推定され、直径は約995±80kmになる。
発見時は冥王星の3/4倍である直径1,700 kmと推定されていた。これは1930年の冥王星発見以降に太陽系で見つかった天体の中では当時最大の約1,250 kmと推定されたクワオアーを超えており、直径2,400 kmと推定されるエリスが見つかるまでは最も大きかった。その後2012年の観測により、セドナの反射率が予想より高いことがわかり、直径は995±80 kmと修正された。なおクワオアーも同様で、890±70 km程度と、一時はセドナよりも小さく修正されていたが、その後の報告ではセドナより大きく見積もられている。これらに限らず新規に発見されたばかりの太陽系外縁天体はアルベド（「白さ」を意味する、反射の指標）がはっきりしておらず、外縁天体としては典型的な暗いアルベドを仮定して直径が推定されている。そのためアルベドの推定が進むとともに想定される直径も小さくなるケースが多く、当時までに発見されていた1,000 km級の外縁天体も、その後の研究で軒並みセドナ以下の規模に修正されている。結果的にセドナは2007 OR10（直径約1535 km程度）やクワオアー（直径約1100 km前後）と同様に、冥王星型天体4個に次ぐ規模の、最大級の準惑星候補の部類になる。中でも、準惑星の判断材料となる絶対等級についてはセドナが最も明るい値を示している。
発見当初、自転周期はおよそ40日と非常に長いと観測されたことから、セドナには衛星が存在し、その潮汐力によって自転が減速されたのではないかと考えられた。しかし、ハッブル宇宙望遠鏡の観測では衛星は見つからず、ある程度大きな衛星を持っている可能性は極めて低いとされた。さらにその後の観測によって、実際のセドナの自転周期はこの種の天体としては典型的な10.3時間であり、当初の観測結果は誤りであることが判明した。これによってセドナに巨大衛星の存在を仮定する理由は無くなった。ただし、潮汐力によって自転を減速しない程度の低質量の衛星が存在する可能性を否定するものではない。しかし、衛星を見つける試みは1回しか行われておらず、衛星が見落とされた可能性が最大25％ある可能性があることが示唆されている。
セドナは太陽系では火星に次ぐ赤い色をした天体である。SMARTS望遠鏡からの観測は、可視光でセドナが太陽系で最も赤い物体の1つであり、火星とほぼ同じくらい赤いことを示している。太陽光よりも宇宙線の影響を受け続けた遠い小天体ではソリンのような有色物質が表面に堆積して赤みを帯びることが多いとされるが、セドナにもそれが当てはまるのかは分かっていない。Chad Trujilloと彼の同僚は、セドナの暗赤色は、紫外線に長時間さらされた後、より単純な有機化合物から形成された炭化水素またはソリンの表面コーティングによって引き起こされることを示唆している。セドナの表面は色とスペクトルが均一である。これは、セドナが太陽に近い物体とは異なり、アスボルスのような新鮮な氷のような物質の明るいパッチを露出させる他の物体の影響をほとんど受けないためである可能性がある。セドナと(308933) 2006 SQ372、(87269) 2000 OO67は、外側のキュビワノ族とケンタウルス族のフォルスと色を共有しており、同様の地域の起源を示唆している。
Trujilloらは、セドナの表面組成に、メタン氷で60％、水氷で70％の上限を設定した。メタンの存在は、セドナの表面にソリンが存在することをさらに裏付けている。なぜなら、それらはメタンの照射によって生成されるからである。Barucciらは、セドナのスペクトルをトリトンのスペクトルと比較し、メタンと窒素の氷に属する弱い吸収帯を検出した。これらの観察から、彼らは表面の次のモデルを示唆した。:24％がトリトン型のソリン、7％が無定形炭素、10％が固体窒素、26％メタノール、33％がメタン。メタンと水の氷の検出は、スピッツァー宇宙望遠鏡の中赤外線測光によって2006年に確認された。表面に窒素が存在することは、少なくとも短期間、セドナの大気が希薄である可能性を示唆している。近日点付近の200年間に、セドナの最大温度は35.6 K（-237.6℃）になる。その深紅のスペクトル勾配は、高濃度の有機物質を示している。その表面にあり、その弱いメタン吸収帯は、セドナの表面のメタンが新たに堆積したのではなく、古代のものであることを示している。これは、セドナが冷たすぎてメタンがその表面から蒸発して雪として落下することができないことを意味する。これはおそらくトリトンと冥王星でも起こる。
放射能による内部加熱のモデルは、セドナが液体の水の地下の海を支えることが可能であることを示唆している。

## 分類
軌道による分類
セドナは近日点が76 au、遠日点が約900 auと、近日点においてもエッジワース・カイパーベルトより外側に位置している。また、1万 - 10万 auに広がっていると考えられているオールトの雲とも距離が異なっている。便宜的に散乱円盤天体 (SDO) に分類されることが多かったが、発見者であるマイケル・ブラウンは、内オールトの雲 (inner Oort Cloud) と新たに定義されるべき天体ではないか、と主張しており、他にも Extended Scattered Disc Objects (E-SDO)、Distant Detached Objects (DDO) などの分類名が提案されていた。後者はその後、分離天体という名称が使われており、エッジワース・カイパーベルトの外縁付近に近日点を持つ天体を含めた総称として普及しはじめている。その中でも、特にセドナのような近日点の遠い長楕円軌道の天体がその後も発見されており、セドノイドとして下位分類されることもある。
惑星の可能性
上記の通り発見当初は第10惑星とも報道されたセドナだが、その後これを太陽系の古典的惑星と同列に認めるような大きな動きは特に見られなかった。2006年に惑星の定義が見直されたとき冥王星は周辺の軌道に同程度の規模の天体が存在することを理由に惑星から準惑星に変更されているが、このとき準惑星と共に太陽系小天体が新たに定義されており、セドナの扱いについては特にその域を出なかった。当時はまだエッジワース・カイパーベルトの完全な外側のみを通って太陽を周回する軌道にセドナ以外の天体は見付かっていなかったにもかかわらず、それがセドナ自身の重力の影響で軌道近くから他の天体を排除した結果だとは見なされなかったことになる。
準惑星の可能性
それでもセドナはその重力で自身をほぼ球形に保つだけの十分な規模が予想され、将来準惑星に分類される可能性がある準惑星の候補に数えられている。2008年には、絶対等級が +1 以下であればたとえアルベドが最大の1であったとしても直径800 kmをゆうに超え、静水圧平衡を保つことは確実との見解からハウメアとマケマケが準惑星と認められている。セドナはその赤い色からして、アルベド（白さ）が約1になるような太陽光の全反射をしているとは考えにくいが、絶対等級自体は +1.58 程度と、確実に条件を満たすには至っていない。また準惑星の定義としては、その軌道の近くに他の天体が存在していることも条件とされている。

## 探索
セドナは2076年7月頃に近日点に到達する。この太陽への接近は、12,000年間二度と起こらない研究の機会を提供する。セドナはNASAの太陽系探査ウェブサイトに掲載されているが、現時点ではNASAがいかなる種類のミッションも検討していることは知られていない。2033年5月6日または2046年6月23日の打ち上げ日に基づいて、セドナへのフライバイミッションは木星の重力を使用して24.48年かかると計算された。探査機が2057年または2073年の終わり近くに到着したとき、セドナは太陽から77.27または76.43AUになる。
2018年5月、天体物理学者のEthan Siegelは、近日点に近づくセドナを研究するための宇宙探査機ミッションを公に提唱した。Ethan Siegelは、セドナが内オールトの雲の天体である可能性があるため、魅力的なターゲットとして特徴づけた。
2022年現在でロシア宇宙科学研究所ではまだ具体化した探査計画は無いものの、同所のVladislav Zubkoらのグループはセドナに探査機を打ち上げる最適なタイミングについての研究成果を発表した。それによれば2029年から2037年までに打ち上げる想定の中では2029年が最適と見られるほか、2031年や2034年も候補になるとのことである。いずれも周回探査ではなくフライバイ探査の仮定だが、金星や地球、木星で（2034年に打ち上げる場合は海王星でも）スイングバイを行うことができ、最短での航行時間は2029年打上の場合で18年未満というケースも考えられるという。またその途中でスイングバイする惑星や、小惑星帯の小惑星をいくつか近接探査する機会も得られるという。